# Beekdonderpad
De beekdonderpad (Cottus rhenanus) is een inheemse vis in de Lage Landen. In de literatuur (en in de niet meer geldende Flora- en faunawet) van voor 2005 wordt deze donderpad nog (samen met Cottus perifretum) abusievelijk Cottus gobio genoemd. Cottus gobio komt voor in het Oostzeegebied en Midden-Europa, maar ontbreekt in Nederland en België. Alle soorten uit het geslacht Cottus ("zoetwaterpadden") zijn uit een familie van zowel zoet- als zoutwatervissen, de donderpadden.

## Beschrijving
Het onderscheid tussen de rivier- en de beekdonderpad is de aanwezigheid van stekeltjes op de flanken. Deze stekeltjes kan men zien, maar beter is om te voelen met de vinger. Een rivierdonderpad voelt dan ruw aan. De beekdonderpad heeft veel minder stekels, het grootste deel van de flank voelt glad aan. Op plaatsen waar beide donderpadsoorten naast elkaar voorkomen kan hybridisatie optreden. De hybriden hebben evenals de rivierdonderpad stekeltjes verspreid over de flank.
De beekdonderpad plant zich voor het eerst voort op een leeftijd van 2 tot 4 jaar. De vis legt één keer eieren per jaar en voor een periode van 2 tot 3 jaar. Het leggen van de eitjes gebeurt in de periode maart-april wanneer de temperatuur boven de 12°C stijgt.

### Verspreiding
De beekdonderpad komt voor in kiezelige beken in het stroomgebied van de Maas en de Rijn (tot Mannheim), inclusief de Main en de Neckar en in zijbeken van de Maas.
Als gevolg van een sterk verslechterde waterkwaliteit door industriële en huishoudelijke lozingen was de soort hier vanaf de jaren zeventig van de vorige eeuw bijna verdwenen. Uit onderzoek door RAVON sinds de jaren negentig van de vorige eeuw, blijkt dat in Nederland de beekdonderpad voorkomt in de Zuid-Limburgse Geul en de Aa-strang. Daarnaast zijn er beekdonderpadden net over de grens in de Berkel en de Roer gevonden. Deze vissen zijn waarschijnlijk afkomstig uit zijbeken in Duitsland. De grootste populatie beekdonderpadden van Nederland komt voor in de Geul en de zijbeken Gulp, Selzerbeek en Zieversbeek.

### Natuurbescherming in Nederland
De beekdonderpad staat op de lijst van beschermde diersoorten in de Wet natuurbescherming. Verder staat de soort op de Nederlandse rode lijst (2015)  als gevoelig.